# Église Saint-Laurent de Sutrieu
Pour les articles homonymes, voir Église Saint-Laurent.
L'église Saint-Laurent est une église située à Sutrieu, en France,. Les combles de l'église sont un gîte pour les chauves-souris et sont à ce titre classées en zone naturelle d'intérêt écologique, faunistique et floristique de type I.